# Candelaria Pérez
Candelaria Pérez, más conocida como «la sargento Candelaria» (La Chimba, Santiago, 1810-ib., 28 de marzo de 1870), fue una militar chilena que participó en la Guerra contra la Confederación Perú-Boliviana.

## Biografía
Hija de un artesano, recibió una educación muy precaria. Desde muy joven trabajó empleada doméstica, llegando a servir a una familia de holandeses en Valparaíso. Se trasladó a Perú con sus patrones en 1833. En El Callao abrió una cocinería que bautizó con el nombre de «Fonda de la chilena». Su local fue destruido por las fuerzas peruanas y ella se convirtió en informante para la Armada chilena donde, según relató el historiador Luis Ignacio Silva en 1904, se "embarcaba día a día, disfrazada de marinero, y se dirigía a los barcos chilenos llevando a nuestros marinos noticias interesantes sobre las maniobras operadas en tierra".
Por estas acciones fue tomada presa por el ejército peruano.

## Participación en la guerra
A la llegada del Ejército Unido Restaurador, bajo las órdenes del general Manuel Bulnes Prieto, victorioso después del combate de Portada de Guías efectuado el 21 de agosto de 1838, se enroló en el Ejército de Chile en calidad de cantinera-enfermera en el Batallón Carampagne.
Además de ser cantinera, participó en el combate del cerro Pan de Azúcar, en la batalla de Yungay, el 20 de enero de 1839, en donde obtuvo el grado militar de sargento por el valor demostrado. En 1840, de vuelta en Chile, fue recibida con honores por el ejército chileno y recibió el grado de alférez y una pensión vitalicia de 17 pesos mensuales, que no solventaban sus gastos básicos.

## Su vida después de la guerra
Dos décadas después de haber sido reconocida como una heroína de guerra, Vicente Reyes publicó en el periódico La Semana un reportaje sobre Candelaria Pérez y la pobreza en la que se encontraba. Reyes entrevistó a la cantinera y de ahí se conocieron nuevos detalles de su participación en la guerra. Tiempo después Benjamín Vicuña Mackenna repetiría la visita y entregaría una descripción del lamentable estado de la heroína:

Era pequeña, de facciones más que regulares para su raza evidentemente mestiza, y aunque tenía los ojos enfermos, conocíase por sus súbitos lampos, a través del trapo envuelto sobre sus sienes, que alguna vez vieran el fuego de la batalla, como su boca, ya sumida y despoblada de dientes, mostraba todavía indicios de haber mordido en más de una ocasión la pólvora de la cartuchera. Esa anciana, así desbaratada, era la famosa Sarjento Candelaria.
Benjamín Vicuña Mackenna

## Muerte
La ya entonces alférez Candelaria falleció en Santiago el 28 de marzo de 1870. Sus funerales no fueron los que merecía, puesto que asistieron solo cinco personas. Sus pertenencias militares se perdieron del Museo Nacional y hasta hoy se desconoce su paradero.

## Homenajes
En la comuna de Recoleta, en la ciudad de Santiago, una calle lleva el nombre de Candelaria Pérez. Del mismo modo, la calle Sargento Candelaria en la comuna de San Ramón y una Calle en el distrito de Artificio, comuna de La Calera lleva ese nombre en honor suyo. Además de la Escuela Sargento Candelaria E-649 de la comuna de San Pedro de la Paz.
La avenida principal de la ciudad de Chonchi en Chiloé, lleva el nombre de Sargento Candelaria. Además en la ciudad de Chillán en la Región del Ñuble se puede encontrar una población con el nombre de Sargento Candelaria.